# Lahaw
Lahaw (hebr.: להב) – kibuc położony w samorządzie regionu Bene Szimon, w Dystrykcie Południowym, w Izraelu.
Leży w północnej części pustyni Negew, przy granicy terytoriów Autonomii Palestyńskiej.
Członek Ruchu Kibuców (Ha-Tenu’a ha-Kibbucit).

## Historia
Kibuc został założony w 1952.

## Gospodarka
Gospodarka kibucu opiera się na intensywnym rolnictwie. Znajdują się tutaj także zakłady tworzyw sztucznych i kosmetyków.